# Gebälk
Gebälk bezeichnet in der Architektur allgemein die zu einer Decken- oder Dachkonstruktion gehörenden Balken. Gemeint sind beispielsweise die Bestandteile einer hölzernen Balkenlage oder einer Dachkonstruktion. Im engeren Sinne kann auch ein Gefüge angesprochen sein, das Auflager von Balken auf einer Wand, insofern der Übergang von Geschoss zu Geschoss oder von einem Geschoss zum Dach.

## Das steinerne Gebälk der Antike und dessen spätere Zitate

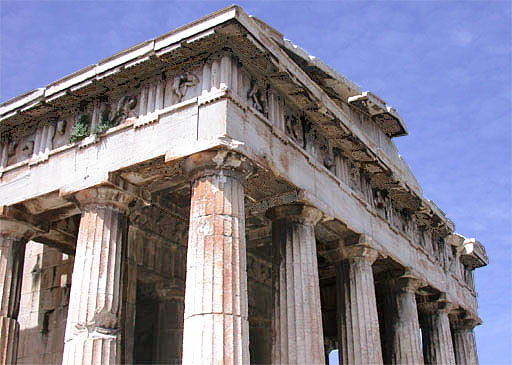
Steingebälk am Tempel des Hephaistos von oben nach unten:
Geison
Fries mit Triglyphen
Architrav

Im Zusammenhang mit der griechischen und römischen Architektur der Antike wird unter Gebälk der obere Teil einer Säulenordnung verstanden, bestehend aus Architrav (Epistyl), Fries und dem Geison, dem obersten, das Bauwerk abschließenden Kranzgesims. Es handelt sich um die Gesamtheit der horizontalen Bauglieder, die auf einem Kapitell aufliegen und den darüber befindlichen Dachaufbau tragen. In neuerer Bauforschung wird für dieses Gebälk auch der Begriff Epistylion als Synonym verwendet, in den antiken Quellen war damit allerdings nur der Architrav angesprochen. Bei dieser antiken Bauweise handelte es sich ursprünglich um eine hölzerne Konstruktion, die aber bereits früh mit Terrakotten ummantelt worden war, beziehungsweise durch steinerne Balken ersetzt wurde. Der Begriff Gebälk bezieht sich dabei in der Regel auf die Gestaltung und formale Durchbildung der außen sichtbaren Steinbalken, beispielsweise im Zusammenhang mit unterschiedlichen Säulenordnungen.
In späteren Architekturepochen, von der Renaissance bis zum Historismus des 19. Jahrhunderts wurde das antike Gebälk wieder aufgegriffen, auch als antikisierendes Gesims, insbesondere als Dachgesims (auch Hauptgesims oder Kranzgesims). Dabei unterlag das Gebälk insbesondere in der Architektur des Barock verschiedenen gestalterischen Abwandlungen, auf die im Klassizismus wieder verzichtet wurde.